# The Coming of the Law

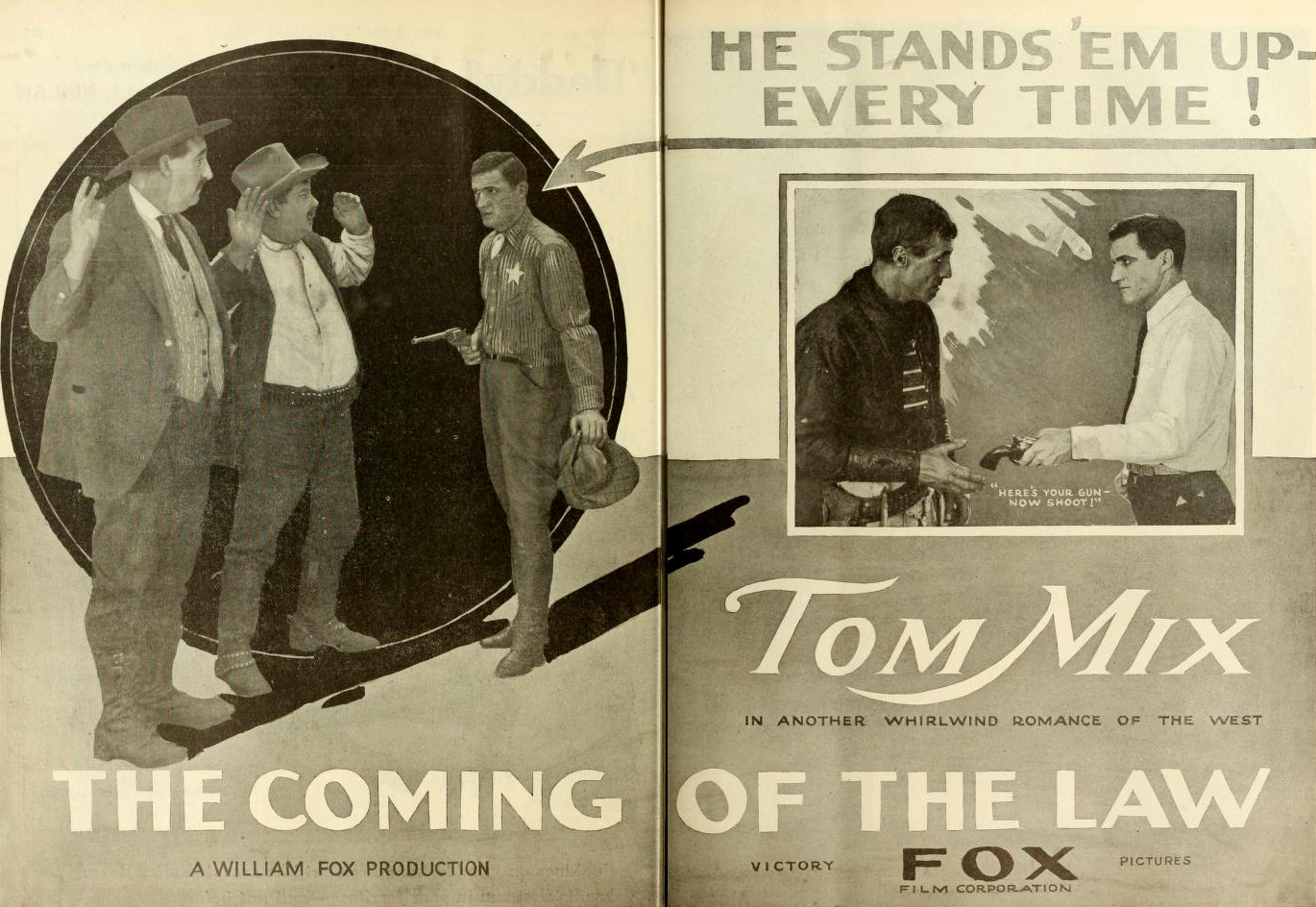
Annonce du film dans le magazine The Moving Picture World.

The Coming of the Law est un western américain réalisé par Arthur Rosson et sorti en 1919.

## Fiche technique
- Réalisation : Arthur Rosson
- Scénario : Denison Clift, Arthur Rosson d'après un roman de Charles Alden Seltzer (en)
- Producteur : Sol M. Wurtzel
- Photographie : Fred LeRoy Granville
- Genre : Western
- Durée : 50 minutes
- Date de sortie : 11 mai 1919

## Distribution
- Tom Mix : Kent Hollis
- Agnes Vernon : Nellie Hazelton

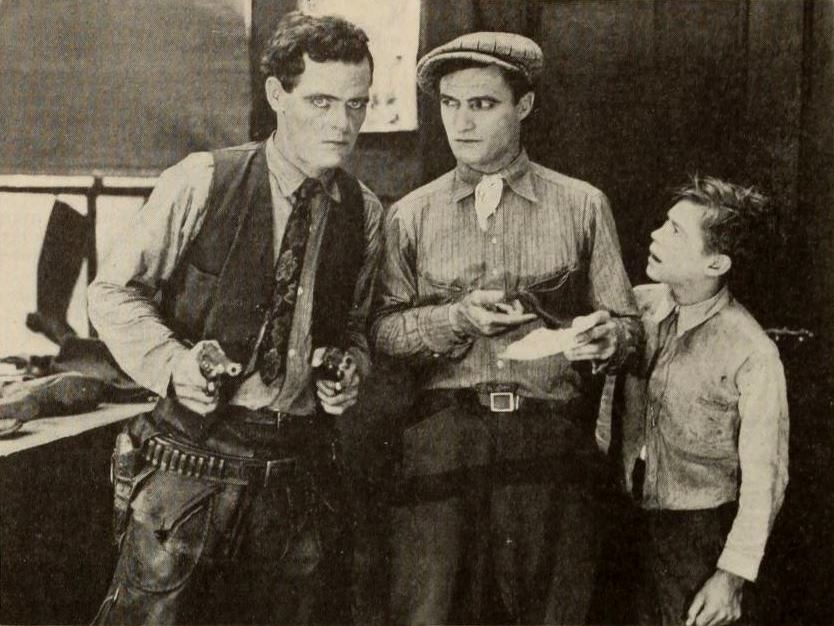
Tom Mix, Sid Jordan et Lewis Sargent dans une scène du film.

- George Nichols : Big Bill Dunlavey
- Jack Curtis : Juge Graney
- Sid Jordan : Neal Norton
- Bowditch M. Turner : Potter
- Charles Le Moyne : Ten Spot
- Pat Chrisman : Yuma Ed
- Lewis Sargent : Jiggs
- Jack Dill : Ace
- Harry Dunkinson : Sheriff
- Buck Jones : Henchman